# Rue Lionel Messi
La rue Lionel Messi est une voie d'El Chanar en Argentine.

## Description

### Situation et accès
La rue Lionel Messi est située à El Chanar, dans le département de Burruyacú, dans le nord ouest de la province de Tucumán,.

### Dénomination
Le nom de la rue se réfère au footballeur Lionel Messi,,,,,,,,.